# Achille Mazzoleni
Achille Mazzoleni (Lecco, 27 marzo 1970) è un allenatore di calcio ed ex calciatore italiano, di ruolo centrocampista, tecnico della formazione Primavera del Lecco.

## Caratteristiche tecniche
Centrocampista mancino, ha iniziato la carriera come esterno offensivo, finché è stato arretrato da Ezio Glerean nel ruolo di regista arretrato, davanti alla difesa.

## Carriera

### Calciatore
Ha debuttato con il Como in Serie A nel campionato 1988-89, totalizzando due presenze nella massima serie (esordio il 28 maggio 1989 in occasione del pareggio interno contro il Milan). Ha poi disputato altri tre campionati di Serie B, con il Como nella stagione 1989-1990 e successivamente con il Cittadella nelle stagioni 2000-2001 e 2001-2002, collezionando complessivamente 73 presenze e 6 reti nella serie cadetta.
Dopo il debutto nelle due categorie maggiori, ha giocato nel Legnano in Serie C2, poi in Serie C1 nuovamente nel Como per altre quattro stagioni vincendo il campionato nel 1993-1994, nella Pistoiese dove ha anche vinto il campionato nel 1994-1995, nel Montevarchi (dove realizza 7 reti, record personale) e nel Fiorenzuola, con cui non evita la retrocessione in Serie C2.
A Cittadella ha giocato per sette anni dal 1998 al 2005, raggiungendo la Serie B nel 2000; sua la rete decisiva segnata in pieno recupero nella finale play-off disputata allo Stadio Bentegodi di Verona contro il Brescello, che ha regalato ai veneti la prima promozione in Serie B.
Successivamente è passato in Serie C2 al Bassano Virtus, dove ha militato per quattro stagioni vincendo nel 2008 la Coppa Italia Lega Pro. Nell'estate 2009 è arrivato il trasferimento al Matera, con cui ha vinto la Coppa Italia di Serie D e i play-off nazionali. L'anno successivo torna al Nord, vestendo per una stagione la maglia del Pizzighettone e passando in quella successiva al MapelloBonate, entrambe in Serie D.

### Allenatore
Nel 2013 diventa allenatore della Juniores del MapelloBonate, pur continuando a giocare sporadicamente anche in prima squadra. Nel gennaio 2014 subentra sulla panchina della prima squadra, ottenendo la salvezza. Nell'agosto 2014 torna a giocare con il Cortenova, squadra lecchese di Prima Categoria, fino a dicembre quando viene chiamato sulla panchina dell'Oggiono, in Eccellenza. Dal campionato di Serie D 2015-2016 fino al 2017-2018 allena l'Inveruno, indi passa alla guida della Caronnese per la stagione 2018-2019.
Per due stagioni dal 2019 al 2021, guida la Castellanzese in serie D, con cui nel 2020-21 centra la vittoria dei playoff, mentre da luglio 2021 assume la guida della Casatese, sempre in quarta serie. Anche con i biancorossi centra e vince i playoff. Il 30 maggio 2022, all'indomani di questa vittoria, in casa del Legnano per 1-4, la società comunica il suo esonero.
Pochi giorni dopo, il PDHAE, società Valdostana di Serie D, lo annuncia come nuovo allenatore per la stagione 2022-2023. Avventura che però non inizia nemmeno, visto che a metà luglio, il tecnico rassegna le dimissioni.
Il 29 settembre 2022 ritorna sulla panchina della Castellanzese, sempre in Serie D. Il 25 maggio 2023 la società lombarda, con un comunicato sui propri canali, annuncia ufficialmente che il rapporto di collaborazione con il tecnico terminerà alla scadenza naturale del contratto, ovvero il successivo 30 giugno.
Dopo due giorni dall'annuncio del club neroverde arriva quello del Sant'Angelo,  che comunica di avergli affidato la guida della prima squadra, ancora in Serie D, a partire dal 1º luglio. Il 4 ottobre seguente, dopo la sconfitta casalinga contro il Victor San Marino e con la squadra ferma a quota tre punti in classifica, viene sollevato dall'incarico.
Il 25 luglio 2024 diventa il nuovo tecnico della formazione primavera del Lecco.

## Statistiche

### Statistiche da allenatore
Statistiche aggiornate al 30 settembre 2024.
| Stagione             | Squadra              | Campionato           | Campionato | Campionato | Campionato | Campionato | Coppe nazionali | Coppe nazionali | Coppe nazionali | Coppe nazionali | Coppe nazionali | Coppe continentali | Coppe continentali | Coppe continentali | Coppe continentali | Coppe continentali | Altre coppe | Altre coppe | Altre coppe | Altre coppe | Altre coppe | Totale | Totale | Totale | Totale | % Vittorie |
| Stagione             | Squadra              | Comp                 | G          | V          | N          | P          | Comp            | G               | V               | N               | P               | Comp               | G                  | V                  | N                  | P                  | Comp        | G           | V           | N           | P           | G      | V      | N      | P      | %          |
| -------------------- | -------------------- | -------------------- | ---------- | ---------- | ---------- | ---------- | --------------- | --------------- | --------------- | --------------- | --------------- | ------------------ | ------------------ | ------------------ | ------------------ | ------------------ | ----------- | ----------- | ----------- | ----------- | ----------- | ------ | ------ | ------ | ------ | ---------- |
| gen.-giu. 2014       | MapelloBonate        | D                    | 17         | 7          | 2          | 8          | CI-D            | -               | -               | -               | -               | -                  | -                  | -                  | -                  | -                  | -           | -           | -           | -           | -           | 17     | 7      | 2      | 8      | 41,18      |
| dic. 2014-2015       | Oggiono              | Ecc.                 | 17         | 9          | 3          | 5          | CI-Ecc.         | -               | -               | -               | -               | -                  | -                  | -                  | -                  | -                  | -           | -           | -           | -           | -           | 17     | 9      | 3      | 5      | 52,94      |
| 2015-2016            | Inveruno             | D                    | 38         | 15         | 8          | 15         | CI-D            | 2               | 0               | 2               | 0               | -                  | -                  | -                  | -                  | -                  | -           | -           | -           | -           | -           | 40     | 15     | 10     | 15     | 37,50      |
| 2016-2017            | Inveruno             | D                    | 34         | 17         | 8          | 9          | CI-D            | 1               | 0               | 0               | 1               | -                  | -                  | -                  | -                  | -                  | -           | -           | -           | -           | -           | 35     | 17     | 8      | 10     | 48,57      |
| 2017-2018            | Inveruno             | D                    | 38         | 14         | 10         | 14         | CI-D            | 1               | 0               | 0               | 1               | -                  | -                  | -                  | -                  | -                  | -           | -           | -           | -           | -           | 39     | 14     | 10     | 15     | 35,90      |
| Totale Inveruno      | Totale Inveruno      | Totale Inveruno      | 110        | 46         | 26         | 38         |                 | 4               | 0               | 2               | 2               |                    | -                  | -                  | -                  | -                  |             | -           | -           | -           | -           | 114    | 46     | 28     | 40     | 40,35      |
| 2018-2019            | Caronnese            | D                    | 34+1       | 17         | 8          | 9+1        | CI-D            | 3               | 1               | 2               | 0               | -                  | -                  | -                  | -                  | -                  | -           | -           | -           | -           | -           | 38     | 18     | 10     | 10     | 47,37      |
| set. 2019-2020       | Castellanzese        | D                    | 22         | 8          | 8          | 6          | CI-D            | -               | -               | -               | -               | -                  | -                  | -                  | -                  | -                  | -           | -           | -           | -           | -           | 22     | 8      | 8      | 6      | 36,36      |
| 2020-2021            | Castellanzese        | D                    | 38+2       | 21+2       | 8          | 9          | -               | -               | -               | -               | -               | -                  | -                  | -                  | -                  | -                  | -           | -           | -           | -           | -           | 40     | 23     | 8      | 9      | 57,50      |
| 2021-2022            | Casatese             | D                    | 38+2       | 17+2       | 13         | 8          | CI-D            | 1               | 0               | 0               | 1               | -                  | -                  | -                  | -                  | -                  | -           | -           | -           | -           | -           | 41     | 19     | 13     | 9      | 46,34      |
| set. 2022-2023       | Castellanzese        | D                    | 33         | 9          | 11         | 13         | CI-D            | -               | -               | -               | -               | -                  | -                  | -                  | -                  | -                  | -           | -           | -           | -           | -           | 33     | 9      | 11     | 13     | 27,27      |
| Totale Castellanzese | Totale Castellanzese | Totale Castellanzese | 95         | 40         | 27         | 28         |                 | -               | -               | -               | -               |                    | -                  | -                  | -                  | -                  |             | -           | -           | -           | -           | 95     | 40     | 27     | 28     | 42,11      |
| lug.-ott. 2023       | Sant'Angelo          | D                    | 4          | 1          | 0          | 3          | CI-D            | 1               | 0               | 0               | 1               | -                  | -                  | -                  | -                  | -                  | -           | -           | -           | -           | -           | 5      | 1      | 0      | 4      | 20,00      |
| Totale carriera      | Totale carriera      | Totale carriera      | 318        | 139        | 79         | 100        |                 | 9               | 1               | 4               | 4               |                    | -                  | -                  | -                  | -                  |             | -           | -           | -           | -           | 327    | 140    | 83     | 104    | 42,81      |

## Palmarès

### Giocatore

#### Competizioni nazionali
- Coppa Italia Serie C: 1

Bassano Virtus: 2007-2008
- Coppa Italia Serie D: 1

Matera: 2009-2010

### Allenatore

#### Competizioni giovanili
- Campionato Primavera 3: 1

Lecco: 2024-2025 (girone A)